# Jack in Love
Jack in Love (Originaltitel Jack Goes Boating) ist eine US-amerikanische romantische Komödie von Philip Seymour Hoffman aus dem Jahr 2010.
Der Film über die schwierigen Versuche eines schüchternen New Yorker Chauffeurs, eine Frau kennenzulernen, die Opfer sexueller Gewalt wurde, erlebte auf dem 26. Sundance Film Festival seine Uraufführung. In den USA startete er am 17. September 2010, in Deutschland wurde er erstmals am 24. Februar 2011 gezeigt.

## Handlung
Der schüchterne, zurückgezogen lebende Single Jack arbeitet in New York City für seinen Onkel als Chauffeur von Großlimousinen. Sein einziger Freund, sein Kollege Clyde, und dessen Frau Lucy wollen ihn bei einem gemeinsamen Abendessen mit Connie bekannt machen, einer Arbeitskollegin von Lucy. Connie hat ebenfalls Probleme mit Nähe, zudem auch mit Intimität. Connie wünscht sich, im kommenden Sommer eine Bootsfahrt auf dem See zu unternehmen, und so setzt Jack sich das Ziel, endlich seine Unsicherheit gegenüber dem Wasser zu überwinden und Schwimmen zu lernen. Clyde ist gern bereit zu helfen und gibt Jack Unterricht.
Connie wird in der U-Bahn sexuell belästigt und verletzt. Jack besucht sie im Krankenhaus und erfährt, dass außer ihrer Mutter noch nie jemand ein Essen für sie gekocht hat. So beschließt er, selbst ein Menü für Connie zuzubereiten. Dazu ist jedoch weiterer Unterricht erforderlich, denn Jack kann nicht kochen. Auch hier kann Clyde helfen: Er empfiehlt ihm eigensinnigerweise den Mann, mit dem ihn seine Frau Lucy vor einiger Zeit über Jahre hinweg betrogen hat, den Koch Frederick Cannoli. Clyde bittet Jack, Lucy gegenüber nicht zu erwähnen, dass er nun in ihre Affäre eingeweiht ist.
Jack hat jetzt Perspektiven. Er bekommt von Clyde regelmäßig Schwimmunterricht, und von Frederick wird er im Kochen ausgebildet. Und so findet er auch die Kraft, eine Bewerbung für eine neue Arbeitsstelle abzugeben. Lucy gegenüber plaudert er unbedacht einen Hinweis aus, dass Clyde ihm von ihrer Affäre mit dem Koch erzählt hat. Daraufhin berichtet sie ihm im Gegenzug von einem Seitensprung Clydes.
Nach einem gescheiterten Versuch, mit Jack intim zu werden, erklärt Connie, dass sie noch nicht für eine Penetration bereit sei. Auf Connies Wunsch hin befriedigt Jack sie mit der Hand, während sie sich gegenseitig ihre jeweiligen Vorstellungen von Beziehung schildern.
Nach sechsmaligem Probekochen in der Küche von Lucy und Clyde lädt Jack Connie endlich zum selbstgekochten Dinner in die Wohnung der Freunde ein, er selber hat weder repräsentable Räume noch eine geeignete Kochstelle. Durch Jacks Gegenwart während der letzten Wochen und die langsam schwelende Ehekrise sind Clyde und Lucy bereits merklich gereizt. Zu viert lassen sie sich vom Genuss einer Wasserpfeife die Sinne vernebeln. Erst als der Rauchmelder Alarm schlägt, bemerken sie, dass sowohl das Essen im Ofen als auch auf der Pfanne in Flammen stehen. Jack verliert die Nerven und schließt sich im Badezimmer ein.
Clyde und Lucy konsumieren größere Mengen Kokain und geraten immer mehr in Streit. Währenddessen läutet Frederick überraschend an der Tür, der eifersüchtige Clyde hatte ihn zum Essen eingeladen, um Lucy vor allen bloßzustellen. Lucy erkennt, was Clyde einzufädeln versucht hatte, und trennt sich lautstark von ihm, und so verlassen Connie und Jack letztlich die Wohnung. Gemeinsam fahren sie in Connies Apartment, wo diese den Wunsch ausspricht, nie so zu werden wie Clyde und Lucy. Obwohl sie sich ihr erstes Mal mit Jack erst für den Tag der sommerlichen Bootsfahrt vorgenommen hatte, bittet sie Jack, mit ihr zu schlafen, und Jack willigt ein.

## Rezeption
In den Vereinigten Staaten erhielt Jack in Love hauptsächlich leicht gute Kritiken. Bei Rotten Tomatoes kam der Film auf eine Sammelbewertung von 68 % positiver Kritiken und gilt damit als „fresh“.

„Trotz seines offensichtlichen Independent-Looks ist der Film ästhetisch das, was sein Protagonist im Leben ist: ein Exemplar der Vorsicht und Behutsamkeit. Lediglich in einer kurzen Sequenz im Schwimmbad findet Hoffman ein Bild für den Lebensschmerz seiner Figuren im verstörenden Anblick eines anderen Badegastes. Überhaupt gehören die Szenen im Schwimmbad zu den besten des Films. Ansonsten bleibt eine narkotisiert wirkende statische Kamera an der Oberfläche der doch ständig evozierten Einsamkeit und überlässt das Gros der Effekte den Leistungen der Schauspieler. Jack in Love ist vor allem ein intimistischer Film eines Schauspielers für Schauspieler.“

„Jack in Love ist ein vor Spielfreude strotzendes Kammerspiel, beschwingt vom Reggae der sechziger und Soul der siebziger Jahre. Abseits der hochglänzenden Romantic Comedys enthüllt es die nicht minder großen Gefühle im unaufgeregten New Yorker Arbeitermilieu.“

## Produktion
Jack in Love basiert auf einem Bühnenstück gleichen Namens von Robert Glaudini, das dieser 2007 schrieb. Die meisten Originalschauspieler der Bühnenaufführung spielen auch im Film den entsprechenden Part, wobei Amy Ryan Beth Cole als Connie ersetzt. Jack in Love stellt das Regiedebüt des Schauspielers Philip Seymour Hoffman dar.
In den USA startete der Film am 17. September 2010, wo er etwa 540.000 US-Dollar einspielte.